# 山崎豐子
山崎豐子（本名杉本豐子，1924年11月3日—2013年9月29日）是一位日本作家、小說家，出生於大阪市；她的作品多數已被改編為電視劇或電影。

## 生平
山崎豐子1944年畢業於京都女子專門學校（現在的京都女子大學）國文系，後來在每日新聞學藝部擔任記者，利用閒暇之餘寫作。
1957年發表首部作品《暖簾》，翌年即以《花暖簾》贏得1958年第39屆直木賞。1963年起在《Sunday每日》連載《白色巨塔》，引起轟動；1970年起又於《週刊新潮》連載小說《華麗一族》。
山崎豐子於1991年獲得第39屆菊池寬賞。
1984年，山崎豐子受邀到中国访问，担任中国社会科学院外国文学研究所日文组客座研究员。受人民文学出版社请求，开始创作以日本战争遗孤为主题的小说《大地之子》。在为创作进行的调研活动期间，三次获得中共总书记的胡耀邦的接见，并留下了谈话录音。她於創作《大地之子》時曾考慮退休。
山崎豐子於2013年9月29日去世，享壽88歲。

## 作品列表

### 長篇小說
| 日文原書發行日期 | 日文名稱 | 日本原書出版社 | 中文譯書發行日期                                          | 中文譯名   | 中文譯書出版社                | 譯者                                                         |
| 1957年           |          | 東京創元社出版 | 2008年4月                                                 | 暖簾       | 麥田出版                      | 邱振瑞                                                       |
| 1958年           |          | 中央公論社出版 | 2008年10月                                                | 花暖簾     | 麥田出版                      | 邱振瑞                                                       |
| 1959年－1960年   |          | 新潮社出版     | 2014年3月                                                 | 少爺       | 皇冠文化                      | 王蘊潔                                                       |
| 1961年           |          | 中央公論社出版 | 2007年6月（上、下冊）                                     | 女人的勳章 | 麥田出版                      | 邱振瑞（上、下冊）                                           |
| 1963年           |          | 文藝春秋出版   | 2006年9月（上、下冊）                                     | 女系家族   | 麥田出版                      | 邱振瑞（上、下冊）                                           |
| 1964年           |          | 中央公論社出版 | 2013年9月                                                 | 花紋       | 皇冠文化                      | 王蘊潔                                                       |
| 1965年、1969年   |          | 新潮社出版     | 2004年11月（上冊） 2004年12月（中冊） 2005年2月（下冊）   | 白色巨塔   | 商周出版、麥田出版            | 婁美蓮、王華懋（上冊） 王蘊潔（中冊） 王蘊潔、黃心寧（下冊） |
| 1967年           |          | 文藝春秋出版   | 2015年4月                                                 | 偽裝集團   | 皇冠文化                      | 王蘊潔                                                       |
| 1973年           |          | 新潮社出版     | 2007年2月（上冊） 2007年3月（中、下冊）                   | 華麗一族   | 皇冠文化                      | 涂愫芸（上、中、下冊）                                       |
| 1976年、1978年   |          | 新潮社出版     | 2010年4月（上、中冊） 2010年6月（下冊）                   | 不毛地帶   | 皇冠文化                      | 王蘊潔（上、中、下冊）                                       |
| 1983年           |          | 新潮社出版     | 1985年（精簡版） 2011年12月（上、中冊） 2012年2月（下冊） | 兩個祖國   | 自立晚報社（精簡版） 皇冠文化 | 陳明台、姚書文（精簡版） 王蘊潔（上、中、下冊）              |
| 1991年           |          | 文藝春秋出版   | 2013年10月（上、中、下冊）                                | 大地之子   | 麥田出版                      | 章蓓蕾、王華懋（上、中、下冊）                               |
| 1999年           |          | 新潮社出版     | 2008年2月（上、中、下冊）                                 | 不沉的太陽 | 皇冠文化                      | 珂辰（上冊） 王蘊潔（中、下冊）                              |
| 2009年           |          | 文藝春秋出版   | 2011年1月（上、中冊） 2011年2月（下冊）                   | 命運之人   | 皇冠文化                      | 王蘊潔（上、中、下冊）                                       |
| 2014年           |          | 新潮社         | 2015年8月                                                 | 約定之海   | 皇冠文化                      | 王蘊潔                                                       |

### 中、短篇集
| 發行日期 | 日文名稱 | 收錄作品 | 日本原書出版社 | 中文譯書 發行日期 | 中文譯名 | 收錄作品中文譯名             | 中文譯書出版社 | 譯者   |
| 1959年   |          |          | 中央公論社出版 | 2014年9月         | 小氣鬼   | 船場痴 訃聞 嫁妝 小氣鬼 遺物 | 皇冠文化       | 王蘊潔 |
| 1993年   |          |          | 新潮社出版     | 2016年1月         | 倉田閣下 | 倉田閣下 華服 媢嫉 醜男      | 皇冠文化       | 王蘊潔 |

### 隨筆
| 發行日期 | 日文名稱 | 日本原書出版社 | 中文譯書 發行日期 | 中文譯名                                           | 中文譯書出版社 | 譯者   |
| 1996年   |          | 文藝春秋出版   |                   |                                                    |                |        |
| 2009年   |          | 新潮社出版     | 2012年6月         | 作家的使命 我的戰後：山崎豐子 自述作品1            | 天下雜誌       | 王文萱 |
| 2009年   |          | 新潮社出版     | 2011年4月         | 日本長篇小說第一人山崎豐子自述：我的創作．我的大阪 | 天下雜誌       | 王文萱 |
| 2009年   |          | 新潮社出版     | 2012年7月         | 再也沒有比小說更有趣的了：山崎豐子自述作品3        | 天下雜誌       | 林佳蓉 |

## 影視改編

### 暖簾
- 1958年日本同名電影，森繁久彌主演，寶塚映畫製作。
- 1963年日本電視劇〈文藝劇場〉系列，中村鴈治郎主演，NHK電視台製作。
- 1966年將《暖簾》、《花暖簾》、《少爺》合併改編為日本電影〈橫堀川〉，松竹大船製作。
- 1966-1967年將《暖簾》、《花暖簾》、《少爺》合併改編為日本電視劇〈橫堀川〉，NHK電視台製作。

### 花暖簾
- 1959年日本同名電影，淡島千景主演，寶塚映畫製作。
- 1960年日本同名電視劇，万代峰子主演，富士電視台製作。
- 1962年日本同名電視劇，TBS電視台製作。
- 1966年將《暖簾》、《花暖簾》、《少爺》合併改編為日本電影〈橫堀川〉，松竹大船製作。
- 1966-1967年將《暖簾》、《花暖簾》、《少爺》合併改編為日本電視劇〈橫堀川〉，NHK電視台製作。
- 1995年日本同名電視劇，宮本信子主演，東京電視台製作。

### 短篇小說《吝嗇鬼》
- 1959年日本電視劇〈山崎豐子短篇集〉系列，改編"遺留品"、"しぶちん"、"持参金"、"船場狂い"四個短篇，由KR電視台製作。
- 1962年日本電視劇〈文藝劇場〉系列，改編"しぶちん"短篇，由NHK電視台製作。
- 1963年日本電視劇〈名作劇場〉系列，改編"船場ぐるい"短篇，由NET電視台製作。

### 少爺
- 1960年日本同名電影，市川雷藏主演，大映東京製作。
- 1962年日本同名電視劇，中村扇雀主演，NET電視台製作。
- 1966年將《暖簾》、《花暖簾》、《少爺》合併改編為日本電影〈橫堀川〉，松竹大船製作。
- 1966-1967年將《暖簾》、《花暖簾》、《少爺》合併改編為日本電視劇〈橫堀川〉，NHK電視台製作。
- 1972年日本同名電視劇，津川雅彦主演，富士電視台製作。

### 女人的勳章
- 1961年日本同名電影，若尾文子主演，大映東京製作。
- 1962年日本同名電視劇，月丘夢路主演，富士電視台製作。
- 1976年日本同名電視劇，三田佳子主演，富士電視台製作。
- 2017年日本同名電視劇，松嶋菜菜子主演，富士電視台製作。

### 女系家族
- 1963年日本同名電影，京町子主演，大映東京製作。
- 1963年日本同名電視劇，雪代敬子主演，MBS電視台製作。
- 1970年日本同名電視劇，河村有紀主演，富士電視台製作。
- 1975年日本同名電視劇，岡田茉莉子主演，MBS電視台製作。
- 1984年日本同名電視劇，三田佳子主演，讀賣電視台製作。
- 1991年日本同名電視劇，高田美和主演，MBS電視台製作。
- 1994年日本同名電視劇，名取裕子主演，東京電視台製作。
- 2005年日本同名電視劇，米倉涼子主演，TBS電視台製作。

### 花紋
- 1967年日本同名電視劇，新珠三千代主演，富士電視台製作。

### 白色巨塔
- 1966年日本同名電影，田宮二郎、田村高廣主演，大映東京製作。
- 1967年日本同名電視劇，佐藤慶、根上淳主演，NET電視台製作。
- 1978年日本同名電視劇，田宮二郎、山本學主演，富士電視台製作。
- 1990年日本同名電視劇，村上弘明、平田満主演，朝日電視台製作。
- 2003年日本同名電視劇，唐澤壽明、江口洋介主演，富士電視台製作。
- 2007年韓國同名電視劇，金明敏、李善均主演，MBC電視台製作。
- 2019年日本同名電視劇，岡田准一、松山研一主演，朝日電視台製作。

### 華麗一族
- 1974年日本同名電影，佐分利信主演，東寶株式會社發行。
- 1974年日本同名電視劇，山村聰主演，MBS電視台、NET電視台聯合製作。
- 2007年日本同名電視劇，木村拓哉主演，TBS電視台製作。
- 2021年日本同名電視劇，中井貴一主演，WOWOW電視台製作。

### 不毛地帶
- 1976年日本同名電影，仲代達矢主演，東寶株式會社發行。
- 1979年日本同名電視劇，平幹二朗主演，MBS電視台製作。
- 2009年日本同名電視劇，唐澤壽明主演，富士電視台製作。

### 兩個祖國
- 1984年日本放送協會「大河劇」，劇名更改為〈山河燃燒〉，松本幸四郎主演。
- 2019年日本特別電視短劇，小栗旬主演，東京電視台製作。

### 大地之子
- 1995年同名電視劇，上川隆也主演，NHK電視台、中国中央电视台聯合製作。

### 不沉的太陽
- 2009年日本同名電影，渡邊謙主演，東寶株式會社發行。
- 2016年日本同名电视剧，上川隆也主演，WOWOW电视台制作。

### 命運之人
- 2012年日本同名電視劇，本木雅弘主演，TBS電視台製作。

## 得獎紀錄
- 1958年　《花暖簾》獲得第39屆直木賞
- 1959年　《少爺》獲得大阪府藝術賞
- 1962年　《花紋》獲得第2屆婦女公論讀者賞
- 1968年　《花宴》獲得第6屆婦女公論讀者賞
- 1991年　第39屆菊池寬賞
- 1991年　《大地之子》獲得第52屆文藝春秋讀者賞
- 2009年　《命運之人》獲得第63屆每日出版文化賞特別賞

## 註腳
1. ↑  滕雪; 赵松. . 凤凰网. 2013-10-01  [2024-03-19]. （原始内容存档于2024-03-19） （中文（中国大陆））.
2. ↑  . dajia.qq.com.   [2017-10-22]. （原始内容存档于2017-10-23）.
3. ↑  日本放送協会. . NHKドキュメンタリー - ＮＨＫスペシャル「総書記　遺（のこ）された声～日中国交　４５年目の秘史～」.   [2017-10-22]. （原始内容存档于2017-10-23） （日语）.
4. ↑  『編集者斎藤十一』斎藤美和編（冬花社、2006年）参照
5. ↑  2007年毎日放送「ちちんぷいぷい」出演時の発言より
6. ↑  ＜訃報＞山崎豊子さん８８歳　「白い巨塔」「大地の子」